# 律令制
律令制，又稱律令體制，是東亞古代中央集權的統治制度，源於中國後來傳至日本、朝鮮半島、越南、琉球等儒家文化圈地區，指基於律令建立的中央集權、法律体系與相關制度。實行律令制的國家又稱律令国家。

## 概要
律令制於西晉時出現，但「律」和「令」可以追溯至秦漢，其中「律」指恆常之法，多規範刑罰，類似今日的刑法；「令」指皇帝頒布的命令，多規範刑罰以外事項，類似今日行政法、訴訟法、民事法等。律令制在西晉~唐代盛行，在東漢末年的動亂之後，為了重建社會，政府以「令」的形式頒布重建社會的土地、租稅、兵役制度。律令制經過長期發展，在南北朝時北魏頒布的均田制、西魏府兵制、隋的租庸調標誌著律令制的成熟。同時律令制也帶有儒家思想，例如：均田制呼應儒家思想推崇的周代「一夫授田百畝」制度。
律令制包括所有以律令規範的制度，其中作為律令基礎的制度有：
- 完善的戶籍制度：藉由完善的戶籍制度管制人口、授予田土。
- 土地分配制度：基於戰後亂的大量荒地，政府得以向個人分發土地，並設置分配的最低限額。
- 負擔相同的租稅制度：由於設置土地分配的最低限額，政府得以向個人或戶徵收相同的租稅、勞役、兵役。

唐代中期由於上述制度無法維持，律令制因而瓦解。

## 歷史

### 西晉以前
最初中國的法律以「律」為主，「令」只作為特殊目的的臨時律法，然而隨著時間發展，令的性質變化，重要性也逐漸提升。東漢末年曹操採納部下棗祗和韓浩等的建議而施行屯田制，作為動亂之後重建社會的制度，使流民得以安定於荒地之。接替曹魏的西晉推行占田同樣為了解決土地拋荒的問題，另外西晉頒布《泰始律》與《泰始令》，兩者合稱《泰始律令》，標幟「令」的法典化，成為與「律」相同地位的法律。

### 北朝
北魏在律令制的建設上有重要地位，首先北魏以三長制作為控制基層的基層行政體制，在三長制基礎上，孝文帝於485年推行均田制與租調制，北魏建立的土地、租稅制度成為律令制的基礎。之後西魏在均田制的基礎上設置府兵制，成為北朝、隋唐初期的軍力來源。在律令之外，還有「格」、「式」作為律令的補充。

### 隋‧唐初
隋代與唐初為律令制的巔峰，581年隋文帝制定開皇律令，582年推行租庸調制，中央官制三省六部也在隋代成形。唐代建立後在隋代基礎上頒布武德律令，藉由北朝與隋代制定的律令制度，唐朝開創百餘年的盛世，成為律令制的巔峰時代，並吸引周邊國家仿效。

### 崩潰
然而在盛唐時期作為律令制基礎的制度便已開始崩潰，由於人口增加，加上均田制允許永業田繼承，可供分配的土地減少，導致均田制崩潰，均田制的崩潰一方面導致人口遷移至土地較多的地區，戶籍制度因此崩潰，租庸調也無法徵收；另一方面以均田制作為經濟基礎的府兵制也難以維持。唐中葉後律令崩壞，兩稅法取代租庸調，募兵取代府兵，以「令」規範的制度難以順應時代需求變化，由皇帝頒佈的「敕」取代「令」的作用，可以更快速應對時代變化需求，也反映皇權的高漲。
唐中葉後律令制已經崩潰，但作為法律「律」和「令」依然存在，「律」依然是歷代刑罰的根本，而「令」的重要性則逐漸下降，明代的《大明令》是中國歷史上最後一部令典，但是重要性已極低。

## 中国的律令
- 泰始律令
- 太和律令
- 天監律令
- 河清律令

- 开皇律令
- 武德律令
- 貞觀律令
- 永徽律令

- 垂拱律令
- 神龍律令
- 太極律令
- 開元律令

- 宋刑统、天聖令
- 慶元條法事類
- 泰和律令

- 至元新格
- 大元通制
- 至正条格
- 大明律、大明令
- 大清律例

## 东亚其他国家的律令制
除了中國之外，日本是唯一明確制訂和實施律令與相關制度的國家。朝鮮半島的三國也都有制定律令以及相關制度的紀錄，例如新羅的丁田制，但是未見完整律令保存至今，僅有關於少數制度的描述紀錄於史書中。另外越南在西晉~唐代為北屬時期，多數時間由中國控制，實施中國的律令制度，越南獨立後雖然也頒布律令，但是屆時律令制在東亞文化圈的重要性已經降低。
- 日本律令制
- 朝鲜半岛律令制